# Steve Jones (musicien)
Pour les articles homonymes, voir Steve Jones et Jones.
 (juin 2025).
Si vous disposez d'ouvrages ou d'articles de référence ou si vous connaissez des sites web de qualité traitant du thème abordé ici, merci de compléter l'article en donnant les références utiles à sa vérifiabilité et en les liant à la section « Notes et références ».
Steve Jones, de son vrai nom Stephen Philip Jones, né le 3 septembre 1955 dans le quartier de Hammersmith à Londres (Royaume-Uni), est un guitariste, chanteur, compositeur et acteur britannique.
Il est principalement connu en tant que guitariste et membre fondateur du groupe Sex Pistols, initiateurs du mouvement punk au Royaume-Uni.

## Biographie

### Enfance et jeunesse
Enfant unique, il est élevé seul par sa mère qui travaille comme coiffeuse dans le quartier de Hammersmith.
Son père, Don Jarvis, un boxeur amateur, a quitté la maison lorsque Steve avait deux ans.
Lorsqu'il a douze ans, la petite famille déménage dans le quartier populaire de Shepherd's Bush, c'est là qu'il rencontre Paul Cook.
À son adolescence, Steve Jones tombe dans la délinquance et sa vie se résume à des vols et cambriolages, suivis d'arrestations par la police, puis de tabassages quotidiens par son beau-père, le petit ami de sa mère, qui est un ancien boxeur. Il passe un an dans un centre de détention provisoire, dont il dit qu'il était plus agréable que la maison familiale, ajoutant que les Sex Pistols l'ont sauvé d'une vie de crime.
Ses premières influences furent Iggy & The Stooges ainsi que les icônes du glam rock comme Roxy Music et David Bowie.

### Carrière
En 1973, Jones cofonde le groupe The Strand (nommé d'après une chanson de Roxy Music) avec Paul Cook et Wally Nightingale. Les Strand (où Jones a appris à jouer de la guitare) sont les précurseurs des Sex Pistols. Après le départ de Wally Nightingale, le groupe est connu sous le nom des Swankers.
En 1975, Il fonde les Sex Pistols avec Paul Cook, Glen Matlock, et plus tard, John Lydon. À ses débuts, Jones, joueur de guitare autodidacte, utilise principalement une Gibson Les Paul de couleur crème : lors d'un voyage à New York, Malcolm McLaren aurait racheté la Gibson Les Paul de Sylvain Sylvain, guitariste du légendaire groupe punk The New York Dolls, à son retour à Londres, McLaren l'aurait donnée à Steve Jones.
Grâce à son jeu d'une excellente précision il aurait joué les parties de guitare basse de l'album studio Never Mind The Bollocks à la place de Sid Vicious, incapable de jouer de manière satisfaisante en studio (une autre version des faits affirme que Glen Matlock, précédent bassiste du groupe aurait été rappelé à cette fin).
Après la séparation des Sex Pistols en 1978, Jones et Paul Cook fondent The Professionals. Ils sortent un album, mais le groupe est ensuite dissous après un grave accident de voiture lors d'une tournée aux États-Unis en 1981. Le premier album des Professionnels s’intitule I Didn't See It Coming.
Jones a également été membre de Chequered Past (dirigé par Michael Des Barres) de 1982 à 1985. Ils ont sorti un album éponyme en 1984.
Jones a joué aux côtés de Paul Cook dans l'album solo de Johnny Thunders, So Alone.
Siouxsie and the Banshees pensa pendant un certain temps engager Jones après le départ de deux de leurs membres originaux. Les répétitions ont eu lieu au début de 1980, et Jones a enregistré des parties de guitare sur trois titres de l'album Kaleidoscope, mais l'expérience n'alla pas plus loin.
Jones a également joué entre autres avec Iggy Pop, notamment sur l'album Instinct, contenant le célèbre titre, Cold Metal ; mais aussi avec Thin Lizzy, Joan Jett, Kraut, Adam Ant, Bob Dylan, Iggy Pop, Andy Taylor, Megadeth.
Il a également été le guitariste et chanteur de Neurotic Outsiders composé par d'anciens membres de Guns N' Roses et de Duran Duran.
Steve Jones commence une carrière solo en 1985 : Mercy est son premier album solo. Le titre Mercy a été utilisé dans la série télévisée américaine Deux flics à Miami (saison 3, épisode 2 intitulé Stone's War) et a figuré sur l'album Miami Vice BO II. Le titre Pleasure and Pain également tiré de l'album a été utilisé dans le film Sid and Nancy sorti en 1986.
En 1989, il sort son deuxième album solo, intitulé Fire and Gasoline, sur lequel il assure guitare et chant, avec Terry Nails à la basse et Mickey Curry à la batterie.

## Cinéma et télévision
Steve Jones a fait quelques apparitions au cinéma notamment dans le rôle d'un détective privé pour le film The Great Rock 'n' Roll Swindle sorti en 1980 ainsi que dans Ladies and Gentlemen, The Fabulous Stains sorti en 1981.
Aussi, il est invité en 1992 dans un épisode de la série télévisée Roseanne (saison 5, épisode 9 intitulé Stand On Your Man).
En 2013, il joue dans la sixième saison de la série Californication. Il interprète Krull, le tour manager bourru d'une rock star du nom d'Atticus Fetch.
En 2021, il figure dans le documentaire The Sparks Brothers d'Edgar Wright.
En 2022, il est interprété par Toby Wallace dans la mini-série télévisée Pistol, inspirée de sa vie lors de la montée en puissance des Sex Pistols.

## Discographie (partielle)

### Avec les Sex Pistols
- Never Mind the Bollocks, Here's the Sex Pistols (1977)
- Spunk (1977) -Disque Pirate Officiel
- The Great Rock 'n' Roll Swindle (1979) - Bande Originale du Film

### En solo
- Mercy (1987)
- Fire and Gasoline (1989)

### Collaboration
- Everything That Happens Will Happen Today de David Byrne et Brian Eno (2008) - Guitare sur 4 chansons.
- Neurotic Outsiders, album de 1996 en collaboration avec Duff McKagan, Matt Sorum et John Taylor.